# Tmesisternus bruijnii
Tmesisternus bruijnii es una especie de escarabajo del género Tmesisternus, familia Cerambycidae. Fue descrita científicamente por Gestro en 1876.
Habita en Nueva Guinea Occidental. Esta especie mide 15-20 mm.